# René-Louis Piachaud
René-Louis Piachaud (* 19. Januar 1896 in Plainpalais, heute zu Genf gehörend; † 11. November 1941 in Genf) war ein Schweizer Schriftsteller und Literaturkritiker.

## Leben
René-Louis Piachaud wuchs in Genf auf und besuchte dort das Collège Calvin. Anschliessend verbrachte er zwei Jahre bei seinem älteren Bruder in London. Ab 1919 war er als Theaterkritiker und Korrektor bei der Tageszeitung Journal de Genève tätig. Für das Theater übersetzte und adaptierte er namentlich Werke von Shakespeare ins Französische. Er heiratete 1919 und wurde Vater eines Sohnes, dem er 1932 ein preisgekröntes Gedicht widmete.
Piachaud starb 1941 an tödlichen Verletzungen, als sich beim Reinigen eines Revolvers ein Schuss löste.
Nach ihm wurde 1948 in der Genfer Altstadt (Cité) eine Strasse benannt, die seit 2021 den Namen seiner zweiten Ehefrau trägt: Rue Julienne-Piachaud.

## Auszeichnungen
- 1933: Edgar Allan Poe Award für Le Poème paternel
- 1935: Chevalier de la Légion d’honneur

## Werke

### Lyrik
- Les jours se suivent, 1920
- L’Indifférent, 1923
- Chansons au bord du temps qui coule, 1925
- Le cinquantenaire de la ligne du Saint-Gothard, 1932
- Le Poème paternel, 1932
- Le Chant de la mort et du jour, 1937

### Prosa
- Do Dièze, pour Willy, 1918
- Le Salève, 1924
- L’Escalade, 1935
- Carouge, 1936; Slatkine, Genf 1979, ISBN 2-05-100057-3
- Histoires d’ici, 1937

### Essays
- Trois poètes: Édouard Tavan, Louis Duchosal, Henry Spiess, Genf 1917
- H.-C. Forestier. Le Portrait d’un peintre, 1923
- Discours sur l’éternelle anarchie, 1937

### Gesamtausgabe
- Marc Chouet (Hrsg.): Œuvres complètes. 5 Bände. Slatkine, Genf 1982